# Janina Meißner
Janina Meißner (* 22. Februar 1995 in Kandel) ist eine deutsche Fußballspielerin, die seit dem 1. Juli 2017 vereinslos ist.

## Karriere

### Vereine
Meißner begann beim SV 1946 Minfeld mit dem Fußballspielen und kam über den SV RW Göcklingen im Jahr 2010 zur TSG 1899 Hoffenheim. Dort spielte sie zunächst für die B-Juniorinnen, mit denen sie 2012 die deutsche Meisterschaft gewinnen konnte. Am 28. August 2011 debütierte sie in der Zweitligapartie gegen den 1. FFC 08 Niederkirchen für Hoffenheims erste Mannschaft. 2013 gelang ihr mit Hoffenheim als Meister der 2. Bundesliga Süd der Aufstieg in die Bundesliga. Am 15. September 2013 kam sie bei der 1:4-Niederlage gegen den FCR 2001 Duisburg in der 69. Minute für Silvana Chojnowski in die Partie und damit zu ihrem ersten Bundesligaeinsatz.
Nach der Saison 2013/14 wurde Meißner in Hoffenheim verabschiedet und gab kurze Zeit später ihren Wechsel zur SGS Essen bekannt. Nach Auslaufen ihre Vertrages im Sommer 2016 verließ Meißner die SGS Essen. Während ihres Studienaufenthaltes in Frankreich spielte sie in der Zweitligasaison 2016/17 für den FF Nîmes Métropole Gard, für den sie drei Tore in 19 Punktspielen erzielte.

### Nationalmannschaft
Meißner bestritt am 24. Mai 2010 mit der Partie der U15-Nationalmannschaft gegen Norwegen erstmals eine Partie für eine Juniorenauswahl des Deutschen Fußball-Bundes und nahm ein Jahr später mit den U16-Juniorinnen am Turnier um den Nordic-Cup teil. 2012 war sie Teil der U17-Nationalmannschaft, die in Nyon die Europameisterschaft gewann. Auch bei der im selben Jahr in Aserbaidschan ausgetragenen Weltmeisterschaft gehörte Meißner zum deutschen Aufgebot und belegte dort mit der Mannschaft den vierten Platz. Am 22. September 2013 bestritt die Mittelfeldspielerin mit dem Testspiel gegen England ihr erstes Länderspiel für die U19-Nationalmannschaft. Im Mai 2016 nahm Meißner für den Allgemeinen Deutschen Hochschulsportverband an der Fußball-Weltmeisterschaft in Frankreich teil.

## Erfolge
- U17-Europameister 2012
- Aufstieg in die Bundesliga 2013
- Deutscher B-Juniorinnen-Meister 2012

## Sonstiges
Neben dem Fußball besuchte Meißner während ihrer Zeit bei der SGS Essen die Hochschule Bochum. Seit Sommer 2016 studiert sie in Frankreich an der Université d’Avignon et des Pays de Vaucluse.